# David G. Chandler
David Geoffrey Chandler (* 15. Januar 1934; † 10. Oktober 2004) war ein britischer Militärhistoriker. Er war spezialisiert insbesondere auf die Zeit Napoleons und war fünfzehn Jahre lang Leiter des War Studies Department an der Royal Military Academy in Sandhurst.

## Leben und Wirken
Chandler war der Sohn eines Geistlichen, der im Ersten Weltkrieg ein Bein verlor. Er ging auf das Marlborough College und studierte am Keble College (University of Oxford). Im Wehrdienst war er im Royal Army Educational Corps in Nigeria und brachte es zum Captain. Danach ging er an die Royal Military Academy Sandhurst, wo Peter Young eine Abteilung von Militärhistorikern aufbaute. Neben Chandler studierten dort unter anderem John Keegan, Richard Holmes, Keith Simpson, Christopher Duffy und Antony Brett-James.
Er schrieb ein Standardwerk über die Feldzüge Napoleons (das ihm das Lob von Charles de Gaulle einbrachte) und war auch Experte für den Duke of Marlborough.
1991 erhielt er einen Ehrendoktor der Universität Oxford. Er war mehrfach Gastprofessor in den USA: Ohio State University (1970), Virginia Military Institute (1988) und Marine Corps University (1991).
Als Hobby war er Mitglied der Sealed Knob Society von Peter Young, die Schlachten des Englischen Bürgerkriegs nachstellte. Er hielt auch gelegentlich gern Vorlesungen in historischen Uniformen aus Napoleonischer Zeit oder der Marlboroughs.
Mehrfach war er auch an BBC-Serien zu militärgeschichtlichen Themen beteiligt und u. a. Berater für die Verfilmung von Leo Tolstois „Krieg und Frieden“ Anfang der 1970er Jahre. Er führte auch Schlachtfeld-Touren durch und war Herausgeber der Monographien-Reihe zu einzelnen Schlachten im Verlag Osprey.

## Ehrungen
- 1979 Verdienstkreuz der Republik Polen (Goldenes Kreuz)[1]

## Schriften (Auswahl)

### Aufsätze
- Armies and Navies, Teil 1: The Art of War on Land. In: John S. Bromley (Hrsg.): The Rise of Great Britain and Russia, 1688–1715/25 (The New Cambridge Modern History, Bd. 6). Cambridge University Press, Cambridge 1970, ISBN 0-521-07524-6, S. 741–762.

### Monographien
- Campaigns of Napoleon. Weidenfeld & Nicolson, London 1998, ISBN 0-297-74830-0 (EA New York 1966)
- Napoleon. Leo Cooper Books, Barnsley 2002, ISBN 0-85052-750-3 (EA Barnsley 1973)
  - deutsche Übersetzung: Napoleon. Verlag Lübbe, Bergisch Gladbach 1978, ISBN 3-404-00697-6.
- Dictionary of the Napoleonic Wars. Greenhill, London 1993, ISBN 1-85367-150-9 (EA New York 1979).
- Marlborough as Military Commander. Penguin, London 2000, ISBN 0-14-139043-3 (EA London 1979).
- Atlas of Military Strategy. The Art, Theory and Practice of War, 1618–1878. Arms & Armour, London 2000, ISBN 1-85409-493-9 (EA London 1980).
- Waterloo. The Hundred Days. Philip Publ., London 1988, ISBN 0-540-01170-3 (EA Oxford 1981).
- Battles and Battlescenes of World War Two. Arms & Armour, London 1989, ISBN 0-85368-936-9.
- The Illustrated Napoleon. Greenhill, London 1990, ISBN 1-85367-086-3.
- Austerlitz 1805. Battle of the Three Emperors (Osprey Military Campaign Series; Bd. 2). Michelin House, London 1994, ISBN 0-85045-957-5 (EA London 1990).
- The Art of Warfare in the Age of Marlborough. Spellmount Books, Tunbridge Wells, Kent 1990, ISBN 0-946771-42-1.
- Jena 1806. Napoleon destroys Prussia (Osprey Military Campaign Series; Bd. 20). Osprey Publ., London 2005, ISBN 1-85532-285-4 (EA London 1993).
- On the Napoleonic Wars. Essays. Greenhill, London 1994, ISBN 1-85367-158-4.

### Als Herausgeber
- Napoleon's Marshals. Weidenfeld & Nicolson, London 1987, ISBN 0-297-84275-7.
- Auguste A. Grouard (Bearb): Maximes de guerre de Napoleon Ier. Stratégie napoléonienne. Neuauflage. Baudoin, Paris 1898.
  - englische Übersetzung: The military maxims of Napoleon. Greenhill, London 1987, ISBN 0-947898-64-6 (EA London 1901)
  - deutsche Übersetzung: Napoleons „Grundsätze des Kriegs“. Michelsen Ponthieu, Leipzig 1828.
- The Dictionary of Battles. The world's key battles from 405 BC to today. Ebury Press, London 1987, ISBN 0-852236874-5.
- The Oxford Illustrated History of the British Army. OUP, Oxford 1994, ISBN 0-19-869178-5.
- mit James L. Collins: The D-Day Encyclopedia. Helicon Books, London 1994, ISBN 0-09-178265-1.